# Lithacodia cretiferana
Lithacodia cretiferana är en fjärilsart som beskrevs av Walker 1863. Lithacodia cretiferana ingår i släktet Lithacodia och familjen nattflyn. Inga underarter finns listade i Catalogue of Life.